# Mural

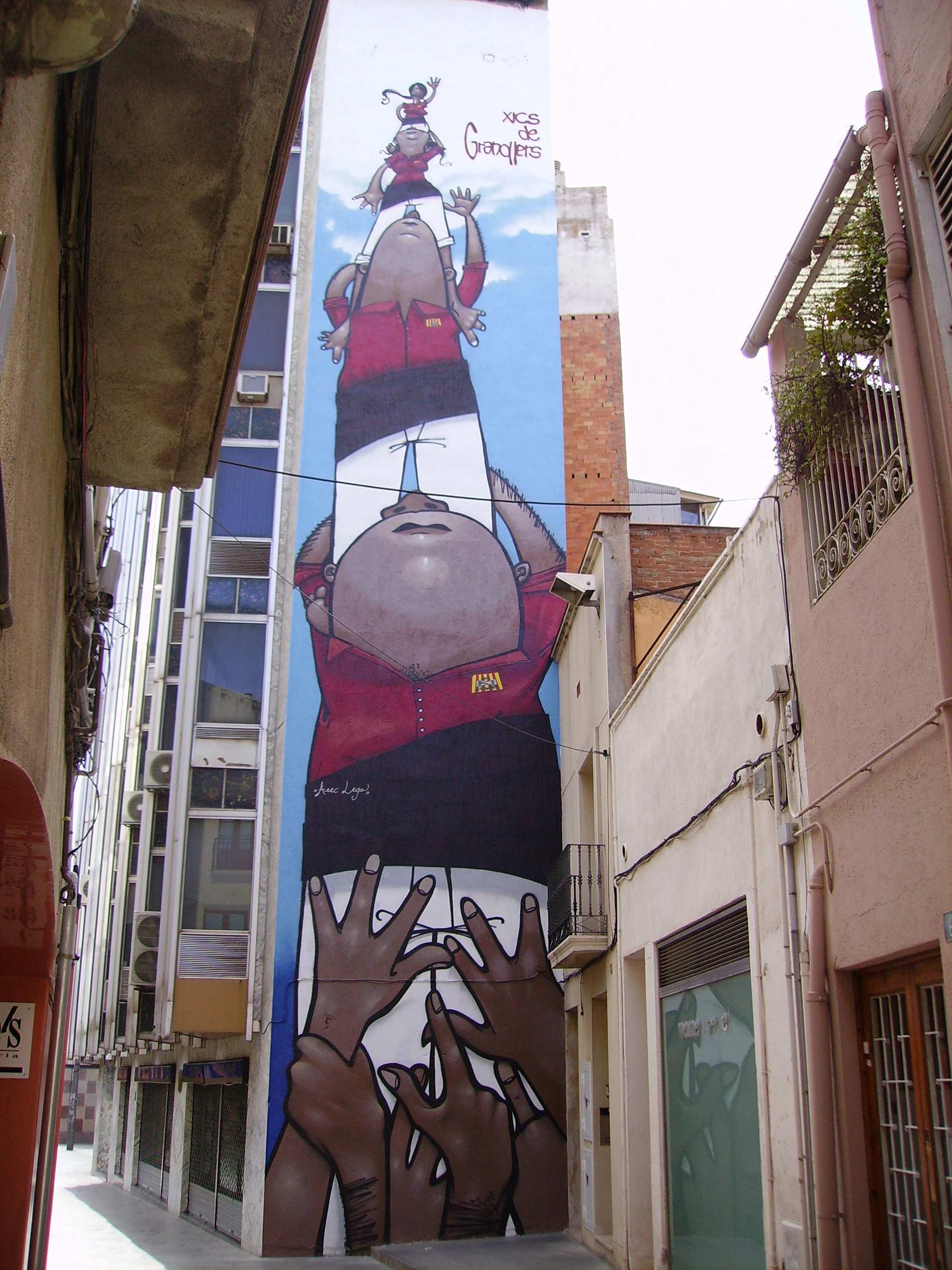
Mural dels Xics de Granollers

Un mural és una imatge que es fa servir com a suport en un mur o paret. Ha estat un dels suports més usuals en la història de l'art. La pedra o el maó és el material de què està fet aquest suport. La pintura mural sol tenir un caràcter decoratiu de l'arquitectura, encara que també compleix finalitats didàctiques. A diferència de la gigantografia, el mural ha de contenir un relat. Per això, es diu que és com una pel·lícula quieta. És monumental, la qual cosa no solament ve donada per la grandària de la paret sinó que, per qüestions compositives de la imatge poliangular, fa referència als diferents "punts de vista" i "mides del pla", els quals poden estar en un mateix camp plàstic.

## Història
La primera pintura de la història, la rupestre, es va executar sobre les parets de roca de les coves paleolítiques. Usaven pigments naturals amb aglutinants com la resina. La pintura sobre murs i parets va dominar durant l'antiguitat i durant l'època romànica. Va decaure en el gòtic, pel fet que les parets es van substituir per vitralls, de manera que hi havia menys superfície sobre la qual pintar, i això va determinar també l'auge de la pintura sobre taula. Durant el Renaixement, es van produir grans murals, com els frescos realitzats per Raffaello Sanzio a les estances del Vaticà, i l'obra de Miquel Àngel a la capella Sixtina. Posteriorment, s'ha limitat a les parets dels edificis i els sostres, i en destaquen les grans decoracions del barroc i el rococó, que, combinades amb relleus d'estuc, donaven lloc a creacions il·lusionistes impressionants.
La pintura mural no s'ha arribat a abandonar mai, com es pot veure en l'obra dels muralistes de Llatinoamèrica. Els més famosos han estat Diego Rivera, David Alfaro Siqueiros i José Clemente Orozco a Mèxic i Teodoro Núñez Ureta al Perú.
El grafit o graffiti de carrer, almenys en els seus vessants més artístics i monumentals, podria considerar-se una forma contemporània i urbana de pintura mural.

## Tècniques
Realment, i excepte en la prehistòria, no es pinta de manera directa sobre la paret, sinó sobre una fina capa intermèdia. La principal tècnica emprada al llarg dels segles per a la pintura mural és el fresc. La superfície a pintar es prepara amb diverses capes d'acabat: primer un arrebossat bast, el remolinat, i després una capa més prima de sorra fina i calç, que rep el nom d'intonaco. Sobre la paret, encara humida, s'aplica llavors el pigment dissolt en aigua de calç.
Els murals poden elaborar-se amb diferents mètodes, com ara els mètodes denominats al fresc, en el qual la pintura es col·loca a repèl de la paret encara fresca, o al sec, en què la pintura es col·loca sobre una paret ja seca. També s'hi utilitza l'encàustica, tècnica que ja van emprar els romans, en què els colors es dissolen en una barreja de cera d'abelles i resina i s'apliquen en calent, i queden fixats a la paret en assecar-se. Igualment, és possible pintar al tremp sobre murs i parets. En aquest cas, cal esperar que l'arrebossat estigui sec. A principis del segle vint, pren rellevància l'acrílic com a material de primer ordre, utilitzat, entre d'altres, pels mexicans Rivera i Orozco.
Un mural no ha de ser necessàriament pintat, se'n poden fer amb mosaic o ceràmica. A l'estat espanyol, han elaborat grans murals ceràmics: Gaudí, Joan Miró, Josep Llorens Artigas o Josep Maria Sert.
Es busca treballar amb materials nobles que permetin una llarga durada d'aquest sense massa manteniment, especialment quan se situen en exteriors. Altres tècniques molt usades poden ser l'esgrafiat sobre ciment acolorit, mural ceràmic, mosaic de pedres o rajoles, etc.

## Exemples

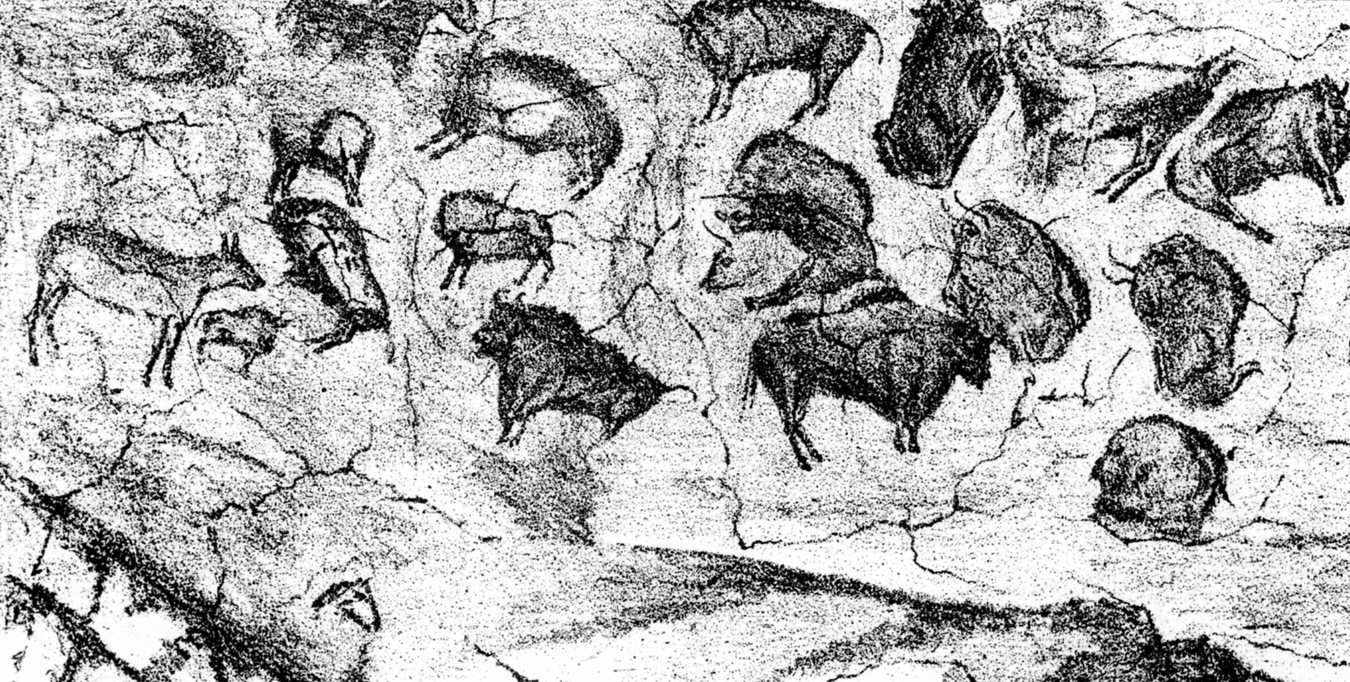
Cova d'Altamira
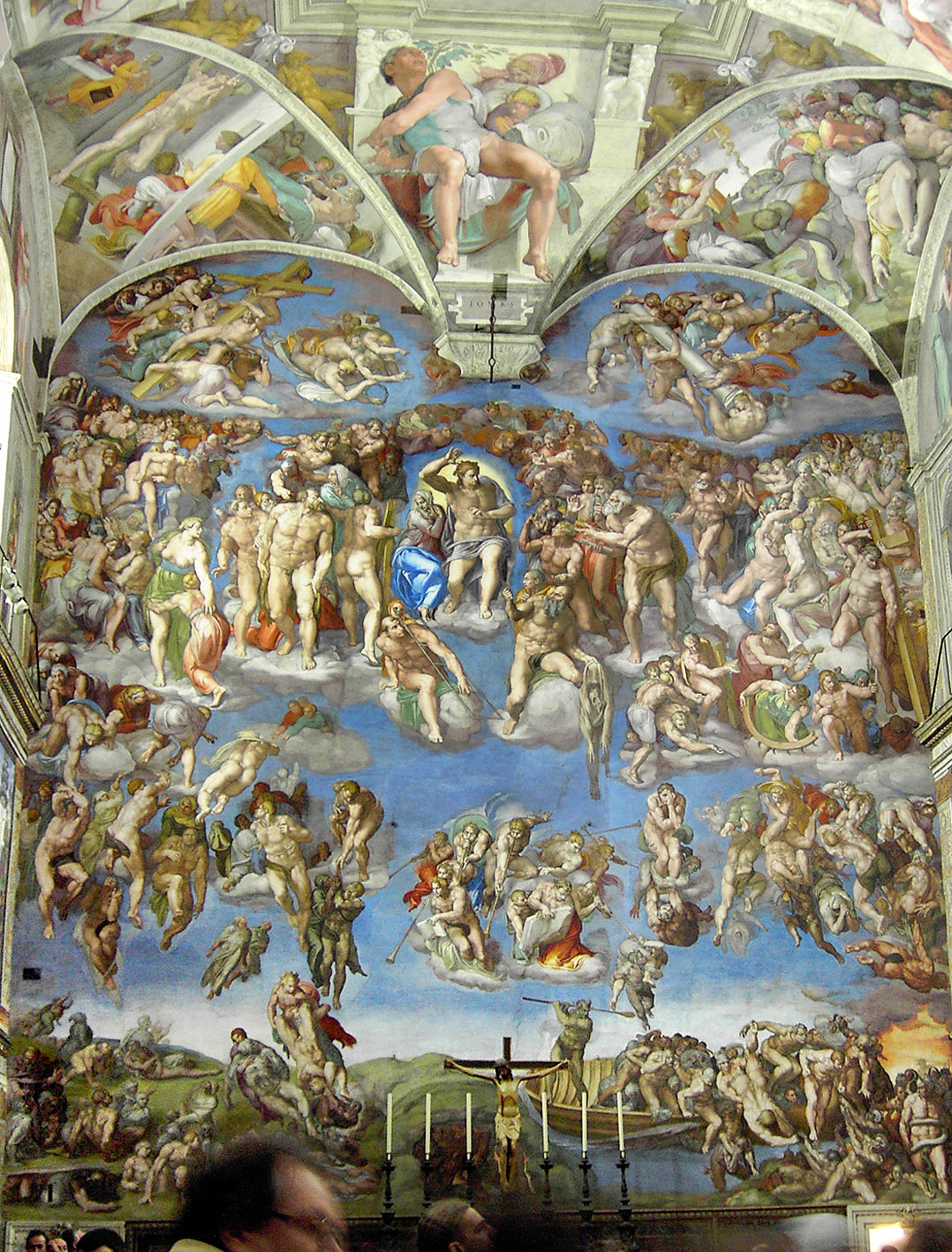
Michelangelo Buonarroti
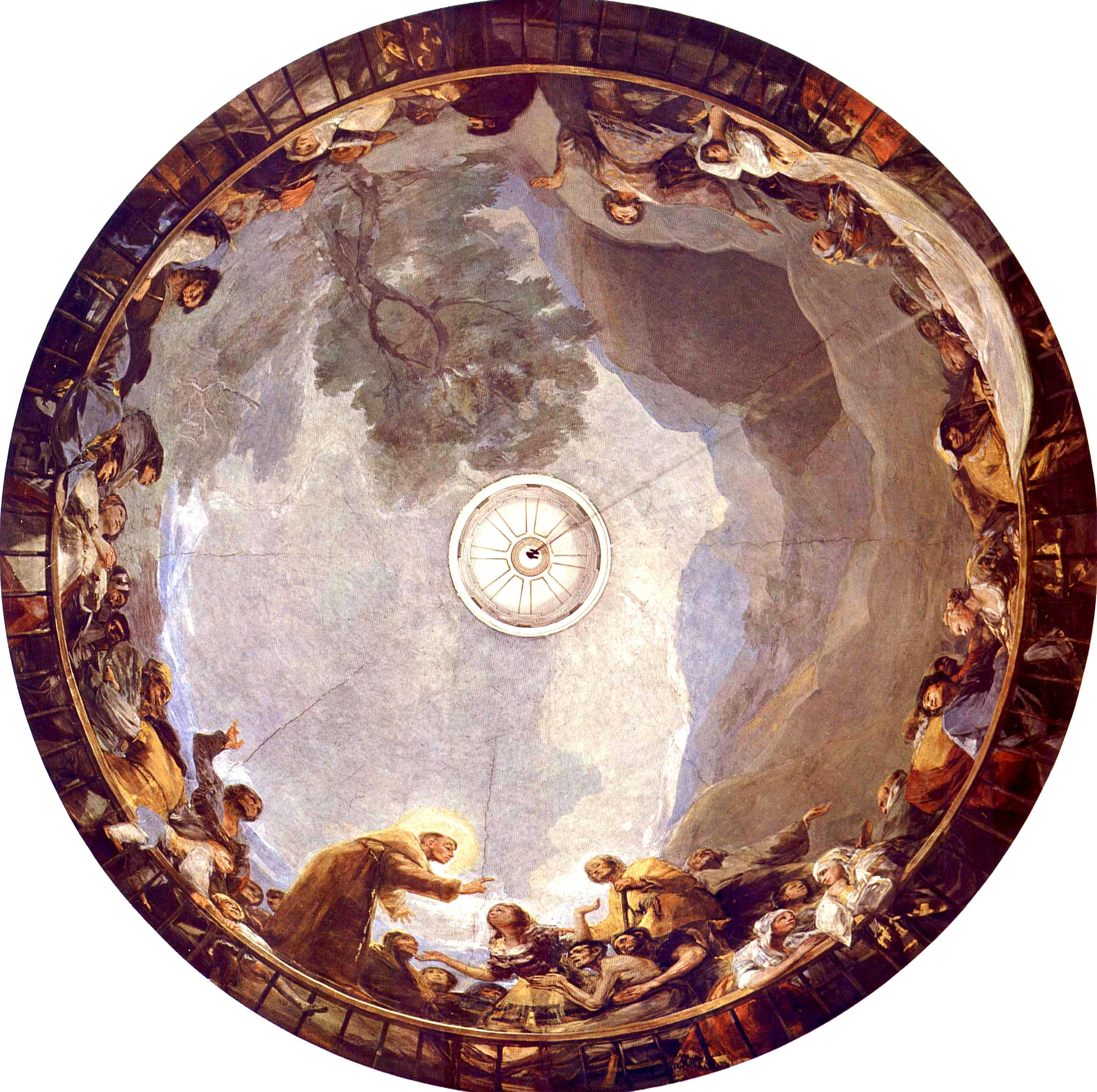
Francisco de Goya y Lucientes
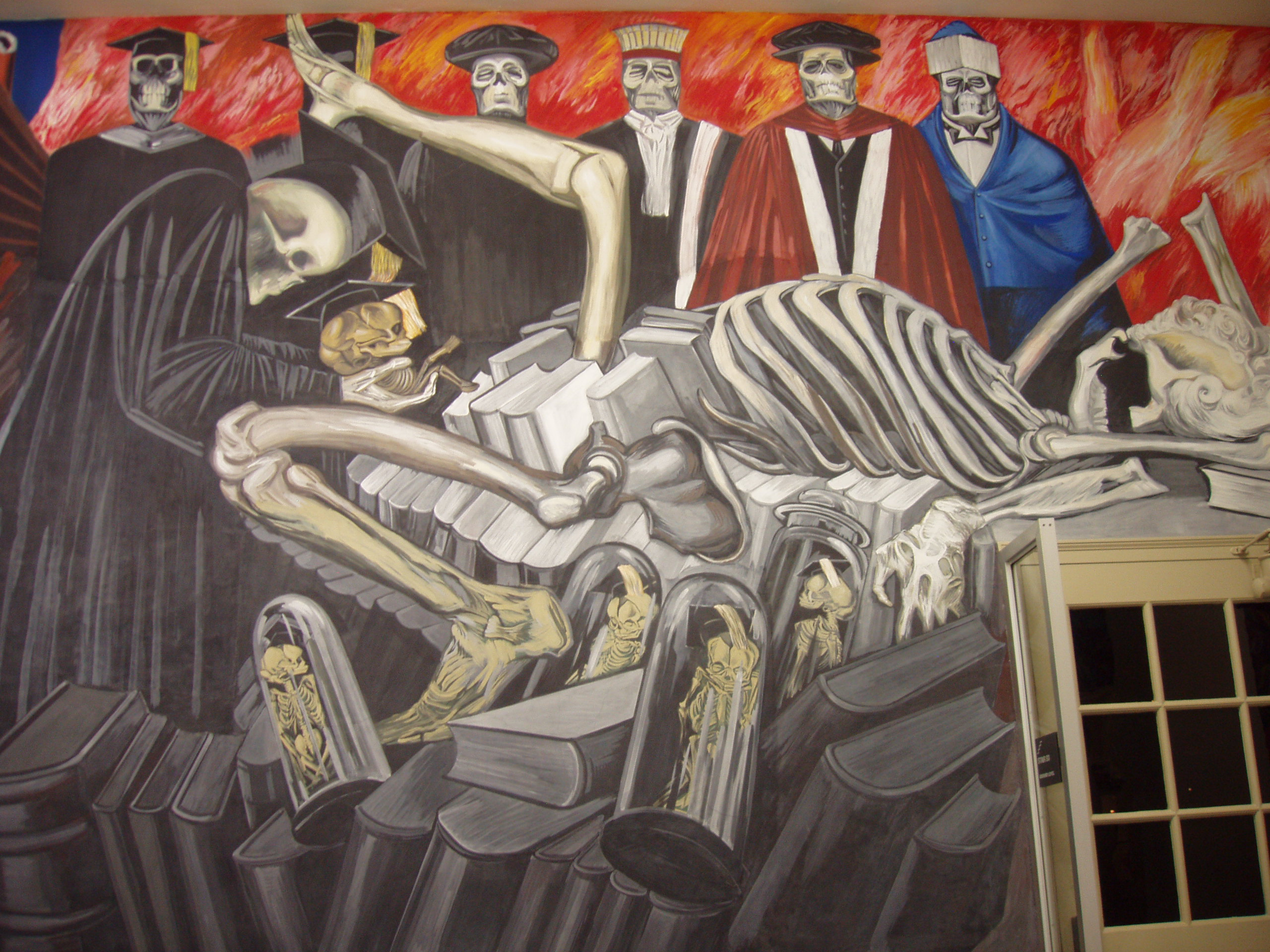
José Clemente Orozco
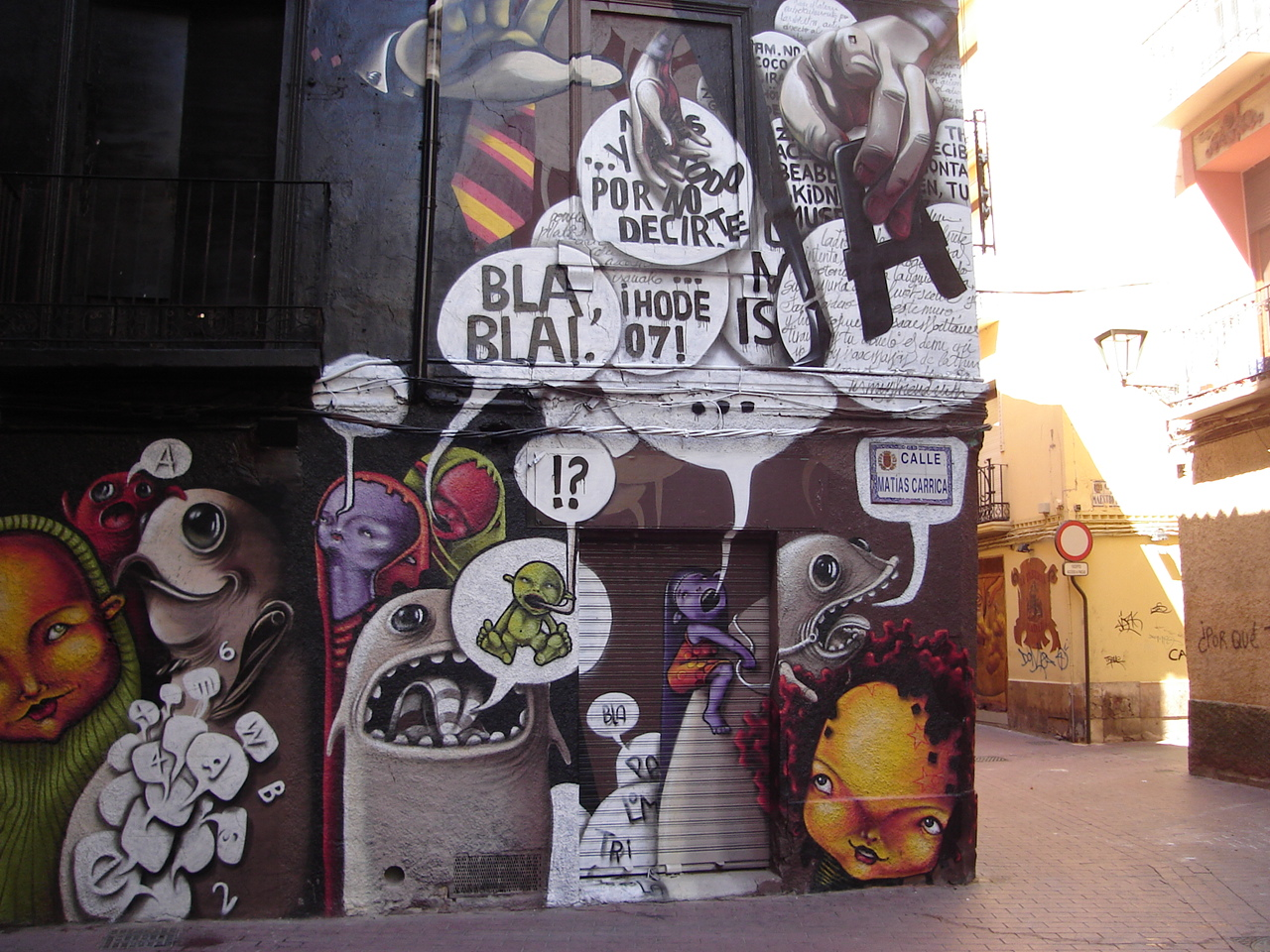
Grafit urbà